# روبي جينيبري

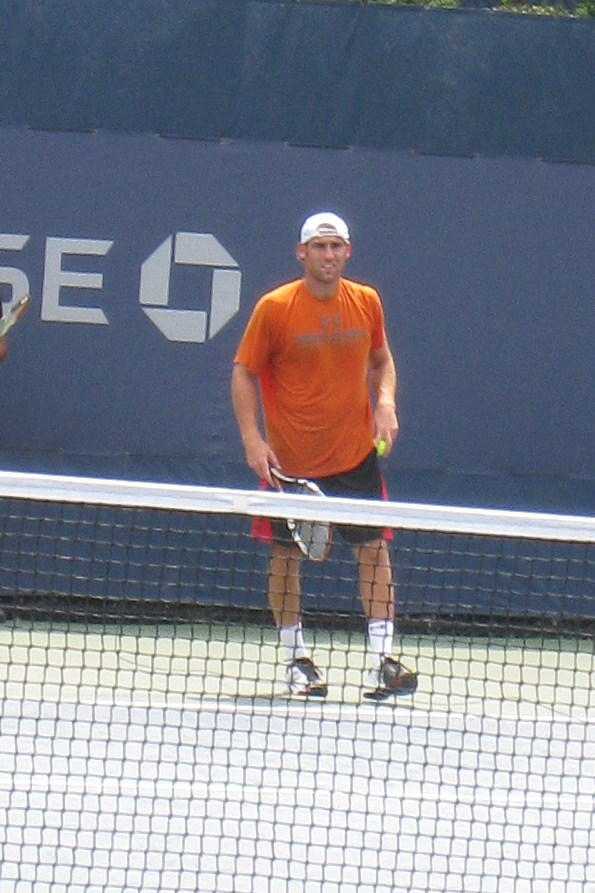
روبي جينيبري

## روابط إضافية
- روبي جينيبري على موقع رابطة محترفي التنس (الإنجليزية)
- روبي جينيبري على موقع الاتحاد الدولي لكرة المضرب (الإنجليزية)
- روبي جينيبري على موقع كأس ديفيز (الإنجليزية)
- روبي جينيبري على موقع خلاصة التنس.كوم (الإنجليزية)
- روبي جينيبري على موقع إي إس بي إن.كوم (الإنجليزية)
- روبي جينيبري على موقع أوليمبيديا (الإنجليزية)
- Ginepri Recent Match Results
- Ginepri World Ranking History
- Official Site of Robby Ginepri